# Фіней

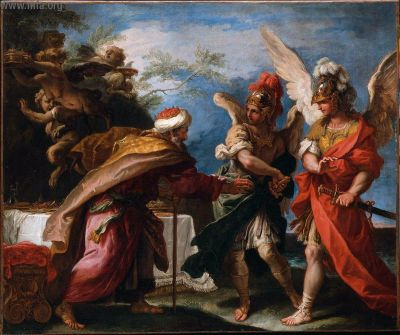
Фіней та Бореади

Фіней (грец. Φινεύς) — син Агенора (або Посейдона), чоловік дочки Борея Клеопатри, фракійський владар Салмідеса біля Босфору. Фіней вигнав Клеопатру й одружився з дочкою правителя скитів Дардана Ідеєю. Ідея звинуватила синів Фінея від Клеопатри в тому, що вони переслідують її своїми любощами і звеліла осліпити їх. Осліплених синів батько наказав кинути до в'язниці. Зевс, караючи Фінея за такий злочин, дав йому можливість вибрати міру покарання: смерть або сліпоту. Коли Фіней став сліпим, Геліос (обурений добровільною згодою смертного ніколи не бачити сонця) постійно посилав до нього гарпій, які відбирали у владаря їжу або псували її. Аргонавти по дорозі до Колхіди завернули до Салмідеса, і Фіней порадив їм, як проїхати між Сімплегадами, щоб не розбити корабля. За це сини Борея Калаїд і Зет прогнали гарпій і звільнили Фінея від страшних мук голоду.
Есхіл і Софокл написали трагедії про Фінея.

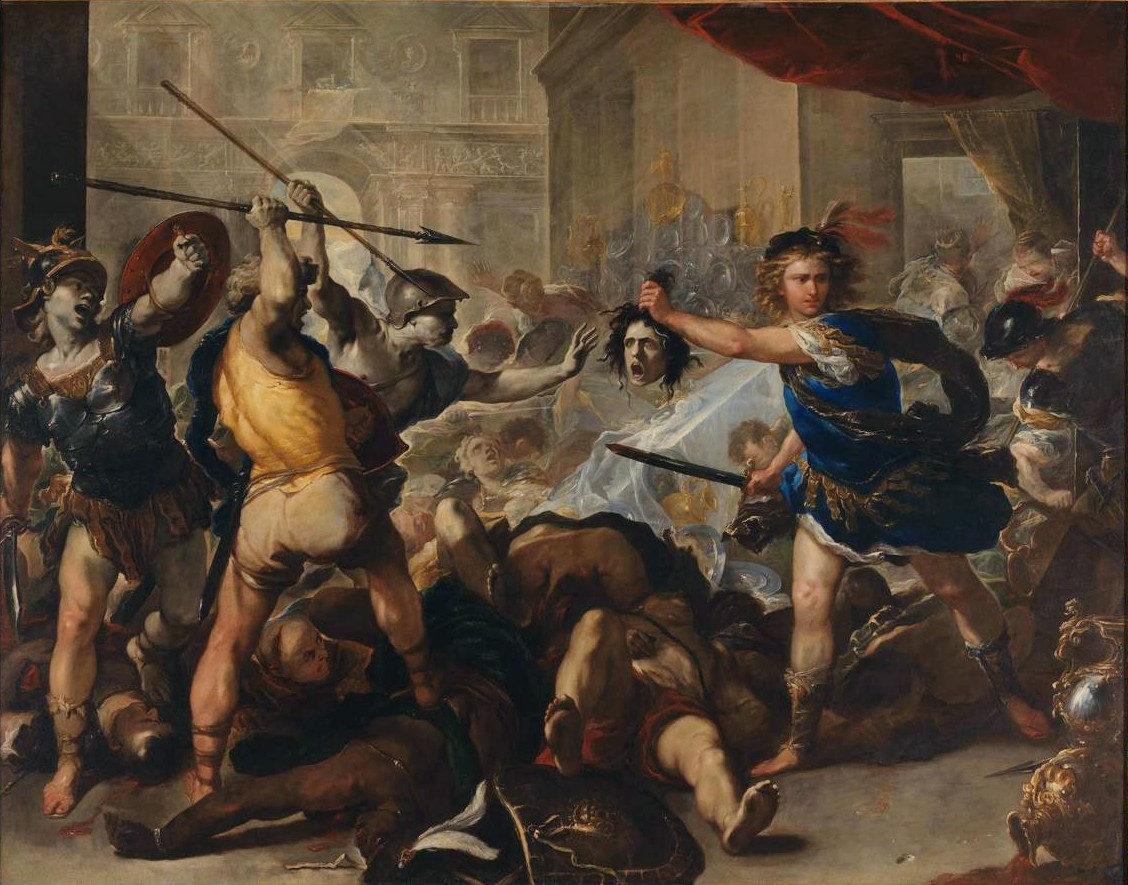
Персей перетворює Фінея на камінь

Фіней — син єгипетського царя Бела, дядько Андромеди. Після того як Фіней вбив Бротея і перешкодив Андромеді вийти заміж за Персея, той за допомогою голови Медузи перетворив його на камінь.
Фіней — один із п'ятдесяти синів аркадського володаря Лікаона, за нечестивість і пиху вражений блискавкою Зевса.
Фіней Оронцій — французький математик і географ.